# ۱۱۷۷ خیابان امریکاس
۱۱۷۷ خیابان امریکاس یک آسمان‌خراش واقع در شهر نیویورک، ایالات متحده آمریکا می‌باشد. ساخت و ساز این ساختمان ۱۹۸۹ شروع شد و ۱۹۹۲ به پایان رسید. مساحت زیربنای آن ۱٬۰۰۰٬۰۰۰ فوت مربع (۹۳٬۰۰۰ متر مربع)، تعداد طبقاتش ۵۰ است.